# Javier Pascual Llorente
Javier Pascual Llorente (Alfaro, 30 de març de 1971) és un ciclista espanyol, professional des del 1995 i fins al 2005. Del seu palmarès destaquen el primer lloc a la Volta a Andalusia i a la Volta a Múrcia.
El 2006 es va veure implicat en l'Operació Port, sent identificat per la Guàrdia Civil com a client de la xarxa de dopatge liderada per Eufemiano Fuentes amb el nom en clau Llorente. Pascual Llorente no fou sancionat per la Justícia espanyola en no ser el dopatge un delicte a Espanya en aquell moment, i tampoc va rebre cap sanció en negar-se el jutge instructor del cas a facilitar als organismes esportius internacionals (AMA, UCI) les proves que demostrarien la seva implicació com a client de la xarxa de dopatge.

## Palmarès
- 1994
  - 1r a la Volta a Toledo
- 2000
  - Vencedor d'una etapa de la Volta a la Comunitat Valenciana
- 2001
  - Vencedor de 2 etapes de la Volta a Castella i Lleó
- 2003
  - 1r a la Volta a Andalusia i vencedor d'una etapa
  - 1r a la Volta a Múrcia i vencedor de 2 etapes

### Resultats a la Volta a Espanya
- 1996. 69è de la classificació general.
- 1998. 38è de la classificació general.

### Resultats al Tour de França
- 1999. Abandona (3a etapa)
- 2000. 31è de la classificació general
- 2001. 58è de la classificació general
- 2003. 27è de la classificació general